# Jefferson Memorial

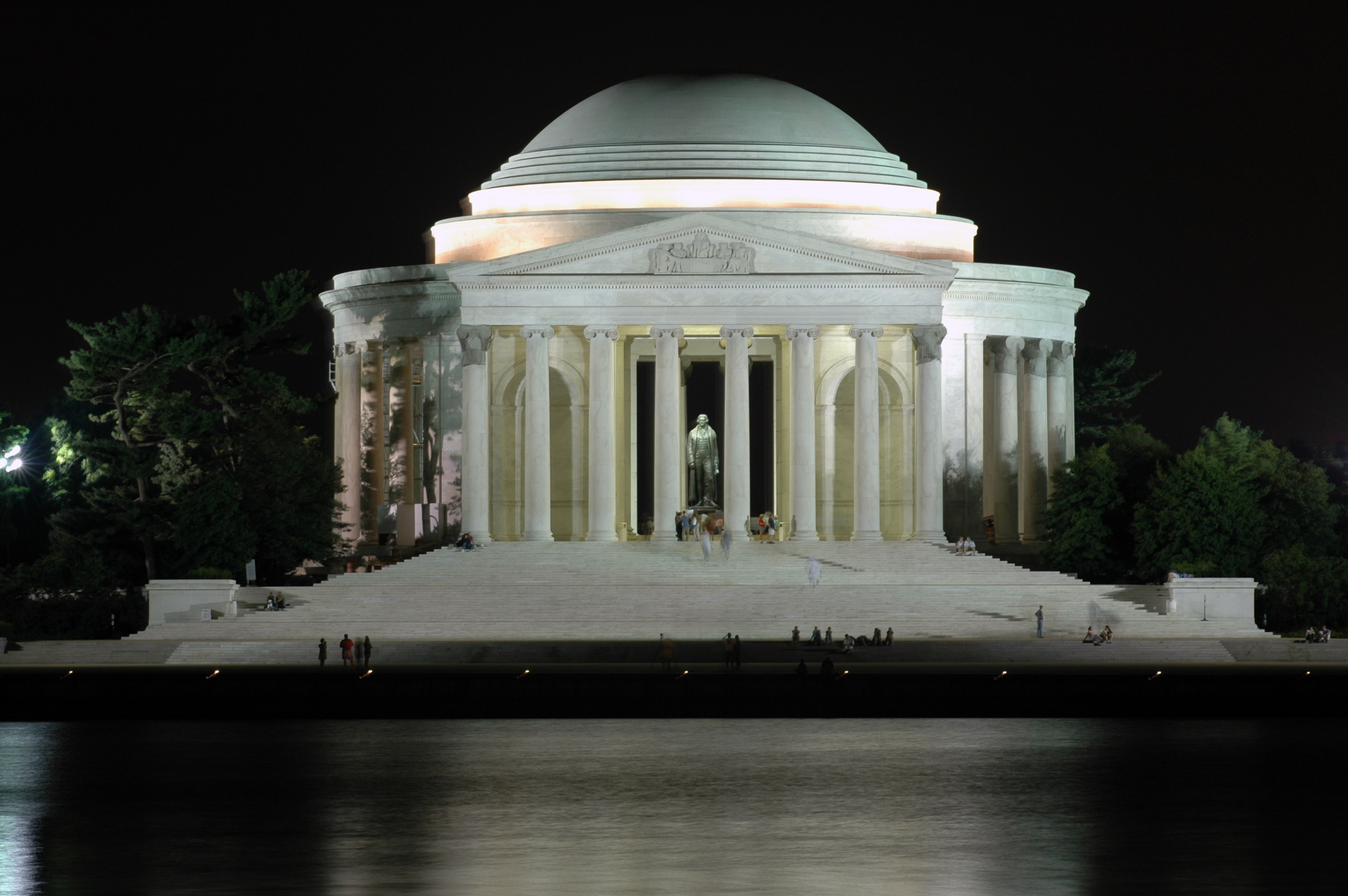
Il Jefferson Memorial

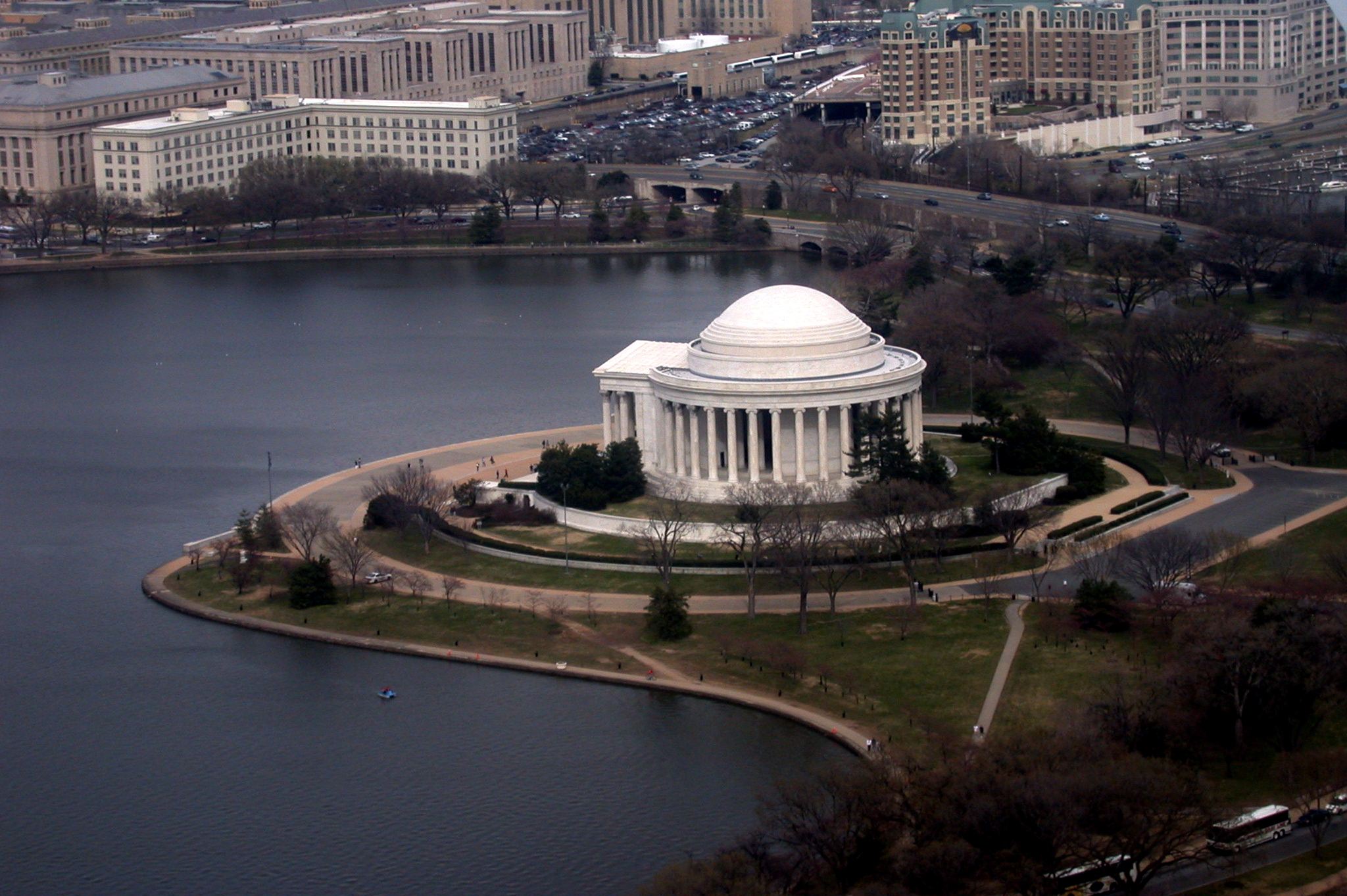
Veduta aerea

Il Thomas Jefferson Memorial è un monumento costruito in onore di Thomas Jefferson, padre fondatore e terzo presidente degli Stati Uniti d'America, e sorge a Washington.
L'edificio di stile neoclassico fu progettato dall'architetto statunitense John Russell Pope e inaugurato nel 1943. Una volta completato, l'edificio ha occupato una delle ultime zone significative rimaste vuote all'interno del District of Columbia.
Il monumento è composto di un podio di marmo a gradoni circolari, con un colonnato ancora circolare di ordine ionico ed è sormontato da una cupola. Pope in questo modo intendeva fare riferimento sia al Pantheon di Roma, sia all'edificio della Rotunda, progettato dallo stesso Jefferson per l'Università della Virginia, anch'esso sul modello del Pantheon romano. L'edificio sorge all'interno del West Potomac Park, sulle sponde del Tidal Basin, un lago artificiale creato con le acque del fiume Potomac. Il Jefferson Memorial e la Casa Bianca, situata direttamente a nord di esso, costituiscono due dei principali punti di riferimento nel panorama del National Mall. Il Jefferson Memorial è aperto al pubblico ventiquattro ore su ventiquattro ed è posto sotto la tutela del National Park Service tramite l'apposito dipartimento del National Mall and Memorial Park.

## Storia
Fino agli anni trenta del Novecento, nel District of Columbia, a parte il Monumento a Washington, esisteva solo un monumento in onore di un grande presidente del passato: il Lincoln Memorial, dedicato al repubblicano Abraham Lincoln.
Il 26 giugno 1934, in conseguenza di un'iniziativa di Roosevelt, il Congresso approvò una risoluzione volta a creare il Jefferson Memorial.

## Progettazione e costruzione
Il Jefferson Memorial fu progettato dall'architetto John Russell Pope che costruì anche l'ala occidentale della National Gallery di Washington. Il progetto del monumento, con la sua evidente citazione del Pantheon, riflette la fascinazione di Jefferson per l'antica civiltà romana, oltre che alludere ad altri edifici simili fatti costruire dallo stesso Jefferson, come Monticello e la Rotunda dell'Università della Virginia.
La posa della prima pietra avvenne il 15 novembre 1939, cioè due anni dopo la morte di Pope. Gli architetti Daniel P. Higgins e Otto R. Eggers si occuparono di mettere in opera il progetto del defunto collega. Il costo totale della costruzione ammontò a un po' più di tre milioni di dollari dell'epoca. Il Jefferson Memorial fu ufficialmente inaugurato il 13 aprile 1943, duecentesimo anniversario della nascita del presidente. Il monumento, uno degli ultimi edifici pubblici americani ad essere costruiti in stile Beaux-Arts, fu sottoposto ad aspre critiche, prima ancora di essere completato, dai fautori dell'architettura modernista, che ritenevano che travestire da templi greci o romani edifici del XX secolo fosse ormai una stanca tradizione architettonica.
In qualità di Monumento Nazionale l'edificio fu elencato nel National Register of Historic Places fin dal momento dalla sua istituzione, il 15 ottobre 1966. Il monumento non è attualmente molto frequentato dai turisti che visitano Washington, forse anche perché è lontano dal National Mall e non è collegato dalla metropolitana di Washington.

## Edificio

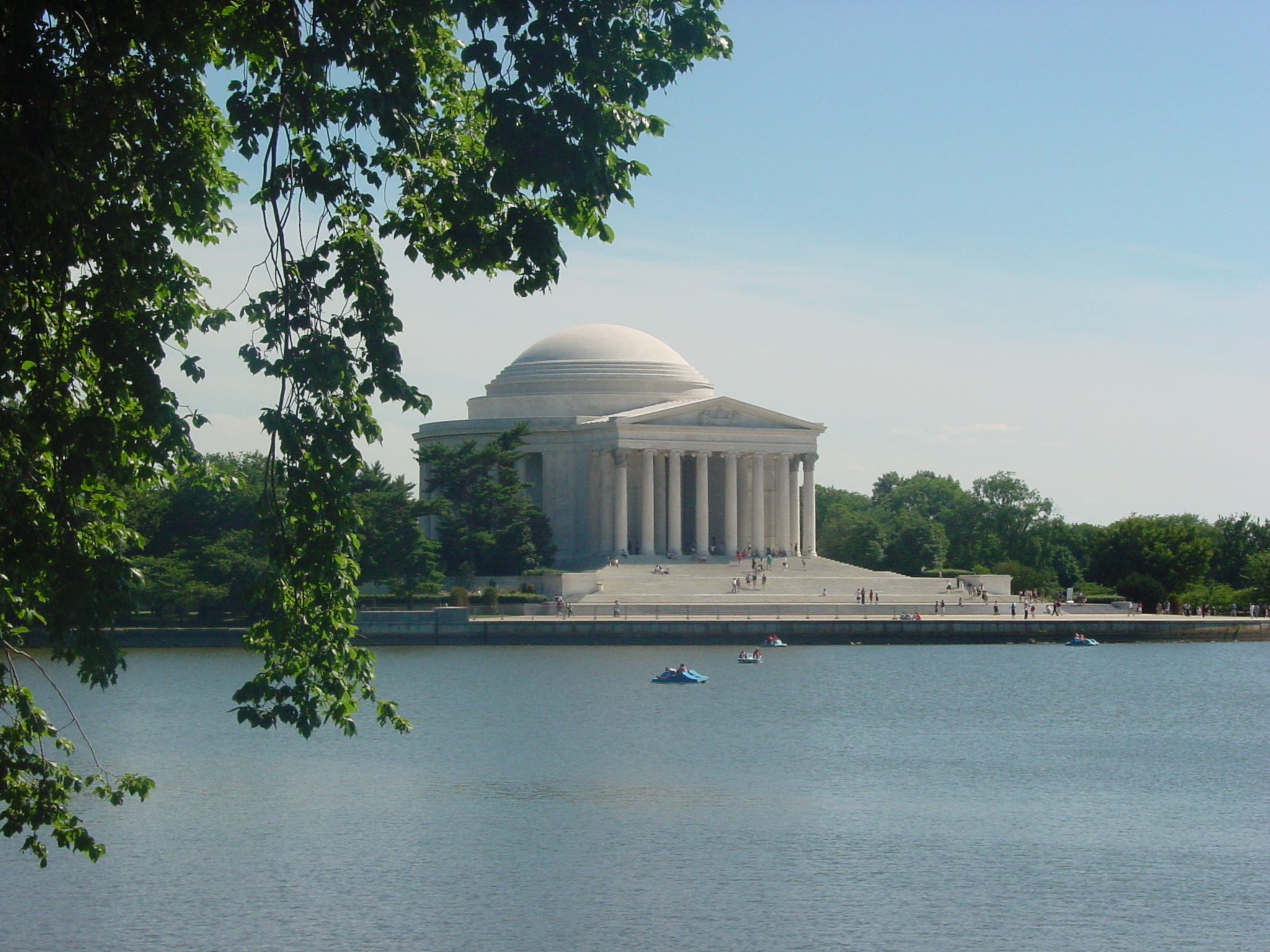
Veduta

Le pareti esterne e le colonne vennero costruite utilizzando il Danby Imperial, una varietà di marmo proveniente dalle cave del Vermont, mentre le aree interne, pavimentate con marmo rosa del Tennessee, sono rivestite di marmo bianco della Georgia. Il soffitto è stato costruito in granito dell'Indiana. L'edificio è situato nel West Potomac Park, sulle sponde del Tidal Basin, un invaso artificiale creato con le acque del fiume Potomac. Il sito è circondato da alberi di ciliegio, donati dal governo giapponese agli USA nel 1912.

### Interno
L'interno del monumento racchiude un'enorme statua in bronzo di Thomas Jefferson, alta 5,8 metri e pesante oltre cinque tonnellate. La statua fu eseguita dallo scultore americano Rudulph Evans e fu posta in sito solo quattro anni dopo l'inaugurazione ufficiale. Sulla parete interna sono incisi alcuni passaggi tratti da scritti di Thomas Jefferson. Sul fregio che corre lungo l'interno della cupola si legge: «I have sworn upon the altar of God eternal hostility against every form of tyranny over the mind of man» («Ho giurato sull'altare di Dio eterna ostilità contro ogni forma di tirannia sulla mente dell'uomo»). La frase è una citazione da una lettera di Jefferson scritta il 23 settembre 1800 al dottor Benjamin Rush.
Su un pannello posto sulla parete sud-est appare un lungo brano tratto dalla Dichiarazione di Indipendenza del 1776. Su altri pannelli appaiono citazioni tratte da lettere personali di Jefferson, da sue proposte di legge o da opere pubblicate mentre era in vita. Fra le altre iscrizioni visibili sulle pareti all'interno del monumento vi è anche una biografia di Jefferson.